# ТЕС-СЕС Айн-Бені-Матар
34°4′13.8″ пн. ш. 2°6′17.6″ зх. д. / 34.070500° пн. ш. 2.104889° зх. д.
ТЕС-СЕС Айн-Бені-Матар – теплова електростанція на північному сході Марокко, у 70 км південніше міста Уджда.
В 2010 році на площадці ТЕС ввели в експлуатацію парогазову станцію комбінованого циклу, обладнану двома газовими турбінами Alstom типу GT13E2 потужністю по 165 МВт та паровою турбіною Alstom потужністю 170 МВт (в сукупності парогазовий блок видає 470 МВт). Станція використовує природний газ, поставки якого в країну стали можливі завдяки прокладанню в кінці 1990-х трубопроводу Магриб – Європа, котрим транспортується алжирське блакитне паливо.
Особливістю ТЕС Айн-Бені-Матар є використання інтегрованої сонячної термальної станції. Розташовані на пілонах дзеркала загальною площею 183 тисячі м2 нагрівають теплоносій до температури у 393 градуси Цельсія, що дозволяє подавати до встановленого після газової турбіни котла-утилізатора додаткову пару. Потужність генерації за рахунок сонячної складової становить 20 МВт.
Можливо також відзначити, що ТЕС використовує в своїй роботі воду із трьох свердловин, спорудження яких дозволило одночасно забезпечити зрошення певних площ у цьому посушливому регіоні.